# Plobannalec-Lesconil
Plobannalec-Lesconil (bret. Pornaleg-Leskonil) – miejscowość i gmina we Francji, w regionie Bretania, w departamencie Finistère.
Według danych na rok 1990 gminę zamieszkiwały 3022 osoby, a gęstość zaludnienia wynosiła 166 osób/km² (wśród 1269 gmin Bretanii Plobannalec-Lesconil plasuje się na 178. miejscu pod względem liczby ludności, natomiast pod względem powierzchni na miejscu 554.).